# Julius Nitschkoff
Julius Nitschkoff (Berlin, 1995. április –) német színész.

## Élete
1995 áprilisában született Berlinben. Apja, Axel Hecklau bűvész.
Nitschkoff elsőnek 13 évesen állt kamera elé, a 13 gyerek és én című tévéfilmben. A 13 éves Timót játszotta. Később tv-sorozatok egy-egy epizódjában szerepelt, a SOKO Leipzigben mint a cosplayes Sandro Keller, a Letze Spur Berlinben mint egy diák, Dennis, a Az Öregben mint az agresszív paint-ball-játékos, Andreas Kühnert. Játszott még az Achim von Borries által rendezett háborús filmben, a 4 Tage im Maiban mint fiatal katona, de csak kis szerepe volt.
2015-ben egy nagyobb szerepet kapott az Ahogy megálmodtuk (Als wir träumten) című, Andreas Dresen által rendezett mozifilmben, ugyanis ő játszotta Ricót, a főszereplő egyik legjobb barátját. 2016-ban a Jan Krüger által rendezett Testvérek (Die Geschwister) című mozifilmben kapott főszerepet, mint Bruno.
Érdekli a hegymászás és a küzdősportok, játszik hegedűn és dobon.

## Filmszerepei
- 2009: 13 gyerek és én (Der Typ, 13 Kinder & ich), tévéfilm; Timo
- 2009: Krimi.de, tévésorozat, Rechte Freunde c. epizód; Floh Meinert
- 2010: Die Kinder von Blankenese, dokumentumfilm; Gabriel
- 2011: A tanárnő (Die Lehrerin), tévéfilm; Nico
- 2011: 4 Tage im Mai; fiatal katona
- 2013: Stubbe - Von Fall zu Fall, tévésorozat; Gefährliches Spiel c. epizód; Sven
- 2013: Notruf Hafenkante, tévésorozat, Einsatz für Wolle c. epizód; Dennis Reimann
- 2013: Komasaufen, tévéfilm; Timo Lange
- 2014: Sprung ins Leben, tévéfilm; Mario Tönsen
- 2014: Kein Entkommen, tévéfilm; Marco
- 2015: Ahogy megálmodtuk (Als wir träumten); Rico
- 2015: Letzte Spur Berlin, tévésorozat, Fluchtversuch c. epizód; Dennis
- 2015: SOKO Leipzig, tévésorozat; Manga-Mädchen epizód; Freddy Krüger / Sandro Keller
- 2016: Az Öreg (Der Alte), tévésorozat, Machtgefühle c. epizód
- 2016: Testvérek (Die Geschwister); Bruno
- 2016: Cobra 11, tévésorozat, Der Ernst des Lebens c. epizód; Dennis
- 2017: SOKO Köln, tévésorozat; Blutgeld. c. epizód; Pablo Santos
- 2015-2018: Großstadtrevier, tévésorozat, 3 epizódban; Robin Haas / Marvin
- 2021: A végállomás gyermekei (Wir Kinder vom Bahnhof Zoo), tévésorozat; Arne
- 2015-2021: Tetthely (Tatort), tévésorozat; több szerepben
- 2017-2021: Tanárok gyöngye (Der Lehrer), tévésorozat; Luis Schmitz
- 2022: A tengeralattjáró (Das Boot), tévésorozat; Meier Johann[3]

## Fordítás
- Ez a szócikk részben vagy egészben  a   Julius Nitschkoff című német Wikipédia-szócikk ezen változatának fordításán alapul.  Az eredeti cikk szerkesztőit annak laptörténete sorolja fel. Ez a jelzés csupán a megfogalmazás eredetét és a szerzői jogokat jelzi, nem szolgál a cikkben szereplő információk forrásmegjelöléseként.